# Rạn san hô viền bờ

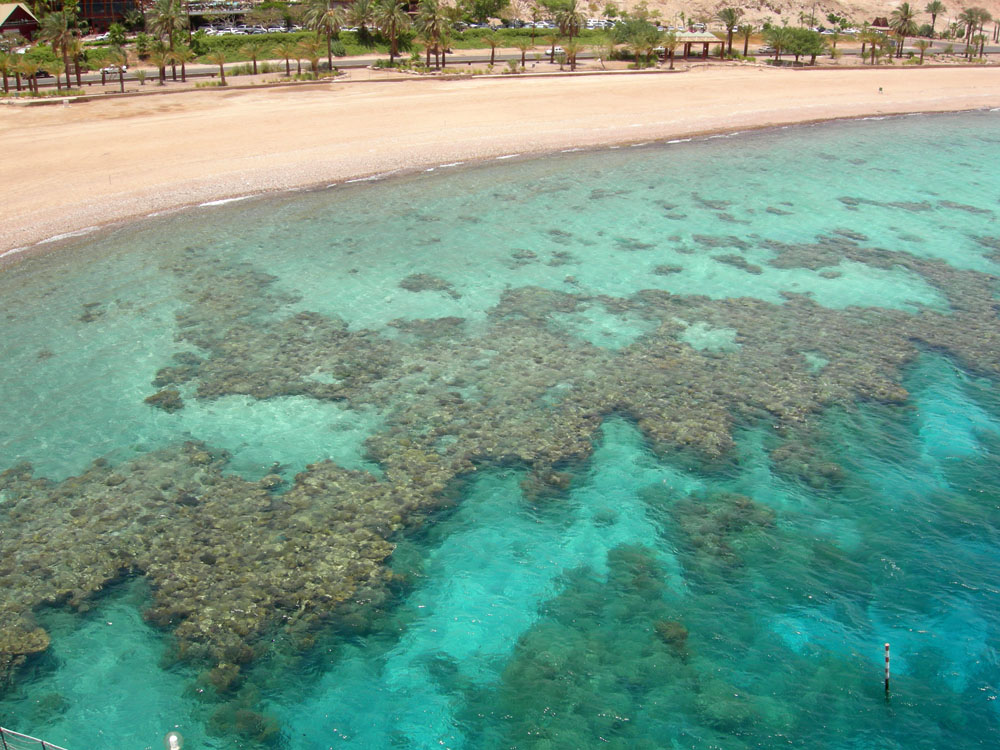
Rạn san hô viền bờ ở Eilat, Israel

Rạn san hô viền bờ (rạn viền bờ), rạn riềm, ám tiêu diềm (tiếng Anh: fringing reef) là loại rạn san hô phát triển rất sát đường bờ đất liền hay đảo núi lửa. Đây là một trong ba hình thái rạn san hô được Charles Darwin trình bày trong tác phẩm The Structure and Distribution of Coral Reefs xuất bản lần đầu năm 1842. Theo ông, rạn san hô viền bờ là giai đoạn đầu tiên trong tiến trình phát triển lâu dài của rạn san hô.

## Điều kiện phát triển
Rạn san hô viền bờ phát triển tốt tại các đường bờ hoặc ổn định hoặc đang trong xu hướng nâng lên, nói cách khác là nhờ không có sự hạ lún của đường bờ nên quá trình chuyển hoá từ rạn san hô viền bờ sang rạn san hô chắn bờ được ngăn chặn. Rạn viền bờ thường phát triển trên các chất nền đá nhờ tính ổn định và cao độ so với đáy biển của loại chất nền này, mặc dầu cũng tồn tại các rạn viền bờ hình thành trên các chất nền trầm tích bở rời và mịn như phù sa - loại chất nền vốn không thích hợp cho sự phát triển của san hô. Lấy ví dụ, rạn viền bờ thuộc rạn san hô Great Barrier phát triển tốt các bờ biển đá vùng bắc quần đảo Whitsunday và phía bắc Cairns, trong khi rạn viền bờ ở các đảo Hinchinbrook, Gloucester và phía nam Cairns thì phát triển kém hơn hẳn do tác động bất lợi từ các trầm tích đổ ra từ đất liền (và độ đục tương đối cao ven bờ).

## Phân đới

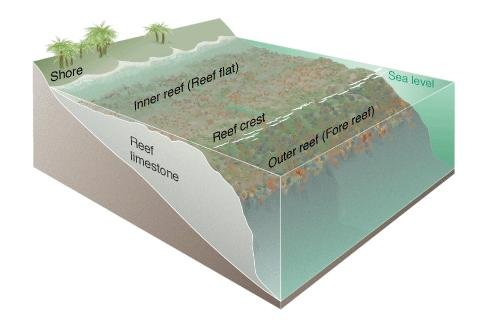
Minh họa về phân đới rạn san hô viền bờ

Rạn san hô viền bờ được cho là các ám tiêu có địa mạo đơn giản. Có thể phân đới chúng thành ba thành phần chính: mặt trước rạn (forereef), mào rạn (reef crest) và mặt sau rạn (backreef, bao gồm vùng nằm phía sau mào rạn, mặt bằng rạn-reef flat,...). Việc phân biệt rạn viền bờ với rạn chắn bờ có thể bị nhập nhằng trong trường hợp mào rạn của rạn viền bờ bị ngăn cách với đường bờ [đất liền hay đảo] bởi vùng nước sâu hơn bình thường. Milliman (1974) đưa ra tiêu chuẩn độ sâu vùng nước ở đới mặt trong rạn có giá trị dưới 10 mét để định nghĩa một rạn san hô có phải viền bờ hay không.

### Mặt trước rạn
Mặt trước rạn, hay sườn dốc (reef slope) là khu vực rất dốc, hầu như thẳng đứng xuống đáy đại dương. Do nơi đây xa đường bờ nhất nên san hô ở sườn dốc tránh được ảnh hưởng [bất lợi] từ nguồn nước ngọt và trầm tích đổ ra từ phía trong đường bờ, từ đó phát triển đa dạng mạnh mẽ cả về mật độ và số lượng loài.

### Mào rạn
Mào rạn là nơi cao nhất của rạn và đón nhận toàn bộ năng lượng sóng. Tuy rằng đây là môi trường không lý tưởng cho sự phát triển của san hô nhưng vẫn có một số loài - chiếm ưu thế là san hô dạng cành - thích nghi được.

### Mặt bằng rạn
Mặt bằng rạn là đới rộng nhất, nước nông và thoải nhẹ về phía biển. Phần đáy chủ yếu là cát, bùn hay vụn san hô. Mức độ phát triển và mức độ đa dạng thành phần loài san hô kém hơn mặt trước rạn do là vùng chịu ảnh hưởng trực tiếp của dòng nước ngọt và trầm tích tuôn ra từ phía trong đường bờ.

## Các mô hình phát triển
Dù rạn san hô viền bờ là loại ám tiêu có địa mạo đơn giản nhưng quá trình phát triển của chúng phức tạp hơn nhiều. Nhân tố chủ chốt ảnh hưởng lên quá trình này là sự thay đổi của mực nước biển. Sự biến thiên của mực nước biển làm thay đổi không gian phát triển của rạn san hô: (1) khi mực nước biển tăng lên thì không gian dành cho sự phát triển của san hô cũng tăng, khi đó chiều phát triển hướng lên mặt biển của rạn san hô sẽ được ưu tiên, (2) ngược lại khi mực nước biển giảm xuống thì không gian dành cho san hô bị thu hẹp bớt. Dựa vào yếu tố không gian dành cho sự phát triển của san hô này mà Kennedy & Woodroffe (2002) đã tổng kết lý thuyết và rút ra sáu mô hình phát triển của rạn viền bờ như sau:
- Phát triển hướng lên rồi tiến ra biển: lúc đầu rạn phát triển theo phương đứng hướng lên mặt biển. Khi mào rạn chạm mặt nước thì quá trình phát triển theo phương ngang [hướng ra biển] có thể diễn ra.[14] Sự phát triển hướng lên và hướng về phía biển này chỉ quanh quẩn ở nơi mà rạn khởi sự phát triển trong khoảng thời gian 1.000 năm.[15]
- Phát triển theo phương ngang về phía biển: rạn san hô khởi sự hình thành tại đường bờ và gần sát với mặt nước, do vậy không gian cho sự phát triển theo phương đứng là hầu như không có.[16]
- Phát triển theo phương ngang về phía biển trên nêm trầm tích phi ám tiêu: rạn san hô cũng phát triển hướng ra biển do thiếu không gian cho phép san hô phát triển hướng lên, nhưng điểm khác biệt là khung san hô phát triển trên một nêm trầm tích bùn. Vì vậy mà sự lắng đọng trầm tích loại này ở đới mặt ngoài rạn là yếu tố chi phối tiến trình phát triển hướng ra biển của rạn san hô do rạn cần lớp trầm tích này làm nền để phát triển.[16]
- Phát triển từng hồi: rạn san hô phát triển theo từng thời đoạn, nghĩa là rạn san hô mới hình thành sẽ nằm song song với đới sườn dốc của một rạn san hô cũ. Khoảng trống giữa các rạn san hô này được khoả lấp bởi các trầm tích bở rời có nguồn gốc ám tiêu.[16][17]
- Mào rạn nổi lên - vụng biển bị lấp đầy: sự phát triển của rạn san hô tập trung ở vùng xa đường bờ, nói cách khác là mào rạn phát triển nhanh chóng hơn mặt bằng rạn. Khi mào rạn vươn đến mặt biển thì vùng nước giữa đường bờ và mào rạn trở thành một vụng biển nông [mào rạn tựa như một "dải chắn"]. Vụng biển này sẽ bị lấp đầy bởi trầm tích từ mào rạn hay trầm tích được sản sinh ở ngay vụng biển đó.[17][18]
- Bão tác động: mô hình này tương tự mô hình thứ năm nhưng khác ở chỗ, "dải chắn" hình thành là do tác động từ các cơn bão. Bão đưa vật liệu san hô từ phía ngoài của rạn về hướng đường bờ và tạo thành "dải chắn". Trầm tích sẽ tích tụ phía sau dải chắn này. Các cơn bão kế tiếp sẽ tiếp tục định hình rạn san hô và chuyển dịch dải chắn về hướng biển.[18]

## Phân bố
Rạn san hô viền bờ là loại ám tiêu phổ biến nhất trên thế giới, ước tính chiếm hơn 50% tổng diện tích ám tiêu toàn cầu. Công viên Hải dương Rạn Chắn Lớn (Great Barrier Reef Marine Park) sở hữu tới 758 rạn viền bờ. Rạn san hô viền bờ dài nhất thế giới toạ lạc tại bờ biển Đỏ. Nếu trải rạn viền bờ này thành một đường thẳng thì nó sẽ dài đến 2.500 dặm, tương đương trên 4.000 km (Ladd, 1977).